# Geschendorfer Moor

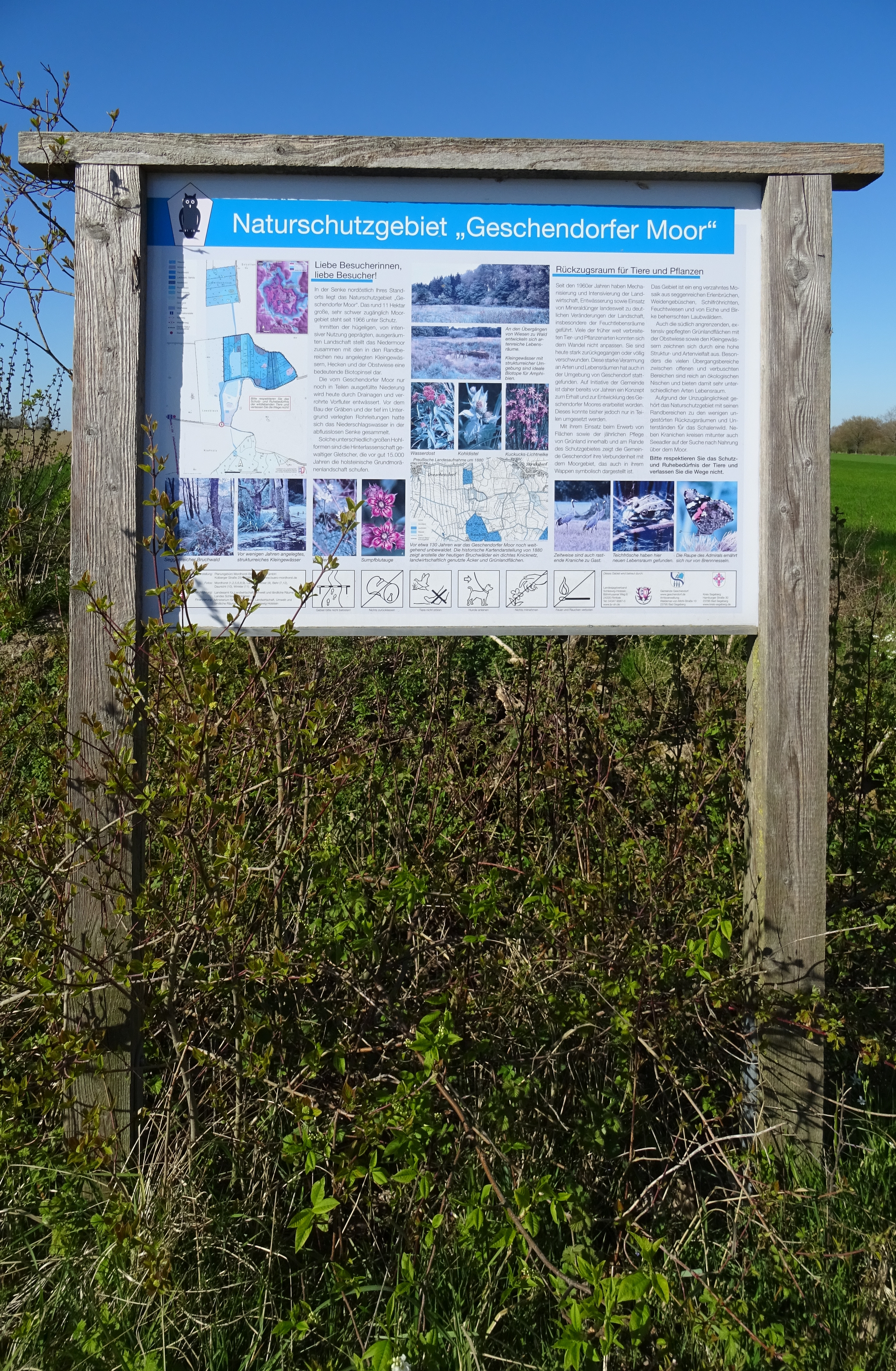
Informationstafel Naturschutzgebiet „Geschendorfer Moor“

Das Geschendorfer Moor ist ein Naturschutzgebiet in der schleswig-holsteinischen Gemeinde Geschendorf im Kreis Segeberg.
Das rund 11 Hektar große Naturschutzgebiet ist unter der Nummer 66 in das Verzeichnis der Naturschutzgebiete des Ministeriums für Energiewende, Landwirtschaft, Umwelt, Natur und Digitalisierung eingetragen. Es wurde 1966 ausgewiesen (Datum der Verordnung: 17. Februar 1966). Zuständige untere Naturschutzbehörde ist der Kreis Segeberg.
Das Naturschutzgebiet liegt zwischen Lübeck und Bad Segeberg südöstlich von Geschendorf. Es stellt ein in einer Senke liegendes Niedermoor unter Schutz. Das Gebiet ist überwiegend bewaldet. Hier stocken Erlenbrüche, Weidengebüsche und von Eiche und Birke dominierte Laubwälder. Im Westen des Schutzgebietes befindet sich eine extensiv genutzte Feuchtwiese.
Das Naturschutzgebiet, das vom Landesjagdverband Schleswig-Holstein betreut wird, ist von landwirtschaftlichen Nutzflächen umgeben.